# Szír-malankár katolikus egyház
A szír-malankár katolikus egyház egy indiai székhelyű keleti katolikus egyház.

## Története
Az első században Tamás apostol Indiába érkezett hirdetni az evangéliumot. A 16. századig egy közösségben éltek, majd a portugál Vasco da Gama kikötött délnyugat-Indiában és portugál misszionáriusok telepedtek oda. Ennek a régi hagyományú keresztény közösségnek a nagyobbik része csatlakozott a római katolikus egyházhoz a 17. század fordulóján, és a nevük szír-malabár katolikus egyház lett. Míg a kisebbik rész nem csatlakozott akkor, hanem jóval később 1930. szeptember 20-án történt meg az egyesülés a katolikus egyházzal. Az alapító Mar Ivanios a közösséget szír-malankár egyháznak nevezte el. II. János Pál pápa az egyik leggyorsabban fejlődő egyháznak nevezte.

## Liturgia
A liturgia éve október végén kezdődik Krisztus menyasszonyával az Egyház szentelésével. (Ef. 5 23-32), (Jel. 15 6-7). Hét hét szakaszok következnek, melyből kiemelkedik a születés-vízkereszt és a feltámadás-pünkösd szakaszok. Az egyes ciklusok között két, esetenként több vasárnap is kimarad a hét hét ciklusból.